# Melvin Stewart
Melvin Stewart (n. 16 noiembrie 1968, Gastonia, Carolina de Nord, SUA) este un înotător american, medaliat olimpic. A participat la 2 ediții ale Jocurilor Olimpice (1988, 1992) în care a câștigat 3 medalii de aur și o medalie de bronz.